# Phrygische Sibylle

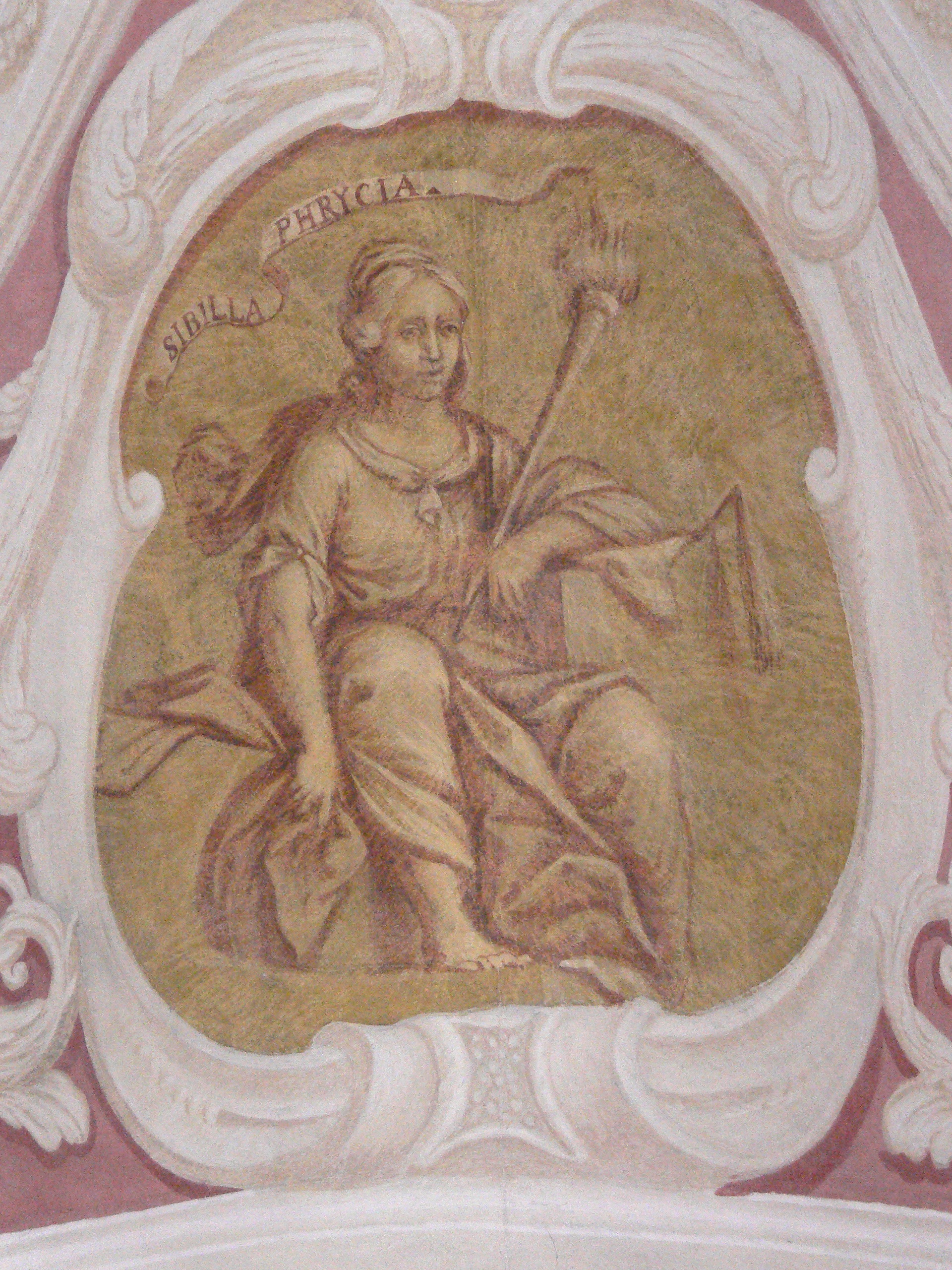
Sibylla Phrycia, G. Carlone (1636–1713), Pfarrkirchen im Mühlkreis/Oberösterreich

Die Phrygische Sibylle ist eine der nach Varro, einem römischen Schriftsteller des 1. Jahrhunderts v. Chr., von Laktanz unterschiedenen zehn Sibyllen, die jeweils mit einem geographischen Epithet versehen sind.
Weitere Quellen der griechischen und römischen Antike enthalten keine Hinweise auf eine Sibylle besonders aus damals als Teil Phrygiens verstandenen kleinasiatischen Regionen. Eventuell ist die Benennung einer Sibylle als „phrygisch“ allgemein als Anerkennung der langen Tradition der Ehrung eines weiblichen Sehertums dieser Regionen zu verstehen, zumal Phrygien als Ursprung des Kultes der Erdmutter und Großen Mutter Kybele bekannt war. 
In Anlehnung an Laktanz verstanden christliches Mittelalter und Renaissance die Phrygische Sibylle als eine den Propheten fast gleichzustellende pagane Verkünderin einer Gotteserwartung.
In der Kunst der Gotik und Renaissance wird die Phrygische Sibylle meist in Anlehnung an Varro als eine in einer Reihe von Sibyllen dargestellt, oft in Gegenüberstellung zu einer oft gleichen Anzahl von Propheten des Alten Testaments.
Unter den wohl bekanntesten bildlichen Darstellungen von Sibyllen im Fresko an der Decke der Sixtinischen Kapelle ist keine Phrygische unter den Frauen zu finden. Jedoch ist unter zahlreichen anderen Darstellungen in Sibyllen-Zyklen eine als Phrygische Sibylle namentlich identifizierte Seherin u. a. an folgenden Orten zu sehen:
- Ulm, gotische Halb-Plastik im Chorgestühl des Münsters, als eine von zehn Sibyllen, im Gesamtkunstwerk mit zahlreichen antiken Gelehrten und Propheten
- Bologna, unter acht Sibyllen des barocken Malers Guercino[3]